# Nayabazar
Nayabazar é um cidade no distrito de West, no estado indiano de Sikkim.

## Demografia
Segundo o censo de 2001, Nayabazar tinha uma população de 996 habitantes. Os indivíduos do sexo masculino constituem 54% da população e os do sexo feminino 46%. Nayabazar tem uma taxa de literacia de 65%, superior à média nacional de 59.5%: a literacia no sexo masculino é de 74% e no sexo feminino é de 55%. Em Nayabazar, 16% da população está abaixo dos 6 anos de idade.